# Best of Both Worlds
The Best Of Both Worlds (en.: Cel Mai Bun Din Ambele lumi) este discul single de debut al Hannei Montana,de pe albumul Hannah Montana,apărut în 2006.Cântecul este tema muzicală a serialului. Este scrisă de Matthew Gerrard și Robbie Nevil și cântată de Hannah Montana,alter-ego ul lui Miley Cyrus.Versurile vorbesc despre viața dublă a Hannei. S-a filmat și un videoclip,ce este difuzat pe Disney Channel și Jetix. Poziția maximă în clasamentul Billboard este 124.

## Folosirea în media

### ÎnHannah Montana
În serial,melodia este tema muzicală pentru primele două sezoane.În al treilea sezon,tema muzicală este mixul 2009. Primul episod în care este difuzat cântecul este "Nu Te Pot Face Să o Placi pe Hannah , Dacă nu Vrei" în sezonul 1. De asemenea este difuzată în episodul seriei 2 "When You Wish You Were A Star" sub titlul "Best Of One World".A mai fost difuzat în "Ready,Set,Don't Drive".Până acum,ultimul episod în care a fost difuzat este "Come Fail Away" din sezonul 3. (E26)

## Alte Versiuni

### 2009 Movie Mix
The Best Of Both Worlds 2009 Movie Mix este un single de Hannah Montana de pe coloana sonoră a filmului Hannah Montana Filmul. De asemenea,este tema muzicală a sezonului 3.Un videoclip a fost filmat în octombrie 2008,dar niciodată apărut.

### Tu Vivi In Due Mundi
Tu Vivi In Due Mundi este varianta în limba italiană a melodiei.A ajuns în topurile din Italia,pe locul 1.

## Clasamente
| Clasament (2006)          | Poziția |
| ------------------------- | ------- |
| S.U.A. Billboard Hot 100  | 92      |
| S.U.A. Billboard Pop 100  | 71      |
| S.U.A. Soundtrack Singles | 1       |
| Clasament (2007)          | Poziție |
| Irlanda                   | 17      |
| UK Singles Chart          | 43      |
| Clasament (2008/2009)     | Poziția |
| Germania                  | 66      |
| Romanian Top 100          | 93      |